# Росковец
Росковец је град у централној Албанији у префектури Фиер, центру истоименог округа Фиер.

## Историја
Име града потиче из старословенског језика. Већина становника града ради у пољопривреди, међу њима има муслимана и православних хришћана.